# 原田立
原田 立（はらだ たつる、1926年7月6日 - 2000年5月4日）は、日本の政治家、公明党参議院議員(4期)。

## 来歴
東京都出身。高小卒。聖教新聞社に入り、出版局次長となる。福岡県議を経て、1965年の第7回参議院議員通常選挙に全国区から公明党公認で立候補して初当選する。2期務めた後、1977年の第11回参議院議員通常選挙から福岡県選挙区に転じた。公明党参議院国会対策副委員長、中央委員、法務委員長などを歴任した。1989年に引退。2000年死去。